# Maserati GranTurismo
Maserati GranTurismo — сімейство люксових спортивних купе класу Гран-турізмо, що вироблялися компанією Maserati з 2007 по 2019 рік.
Всього було вироблено 28 805 GranTurismos та 11 715 GranCabrio.
Восени 2022 року дебютувало друге покоління моделі.

## Перше покоління (Tipo M145, 2007–2019)

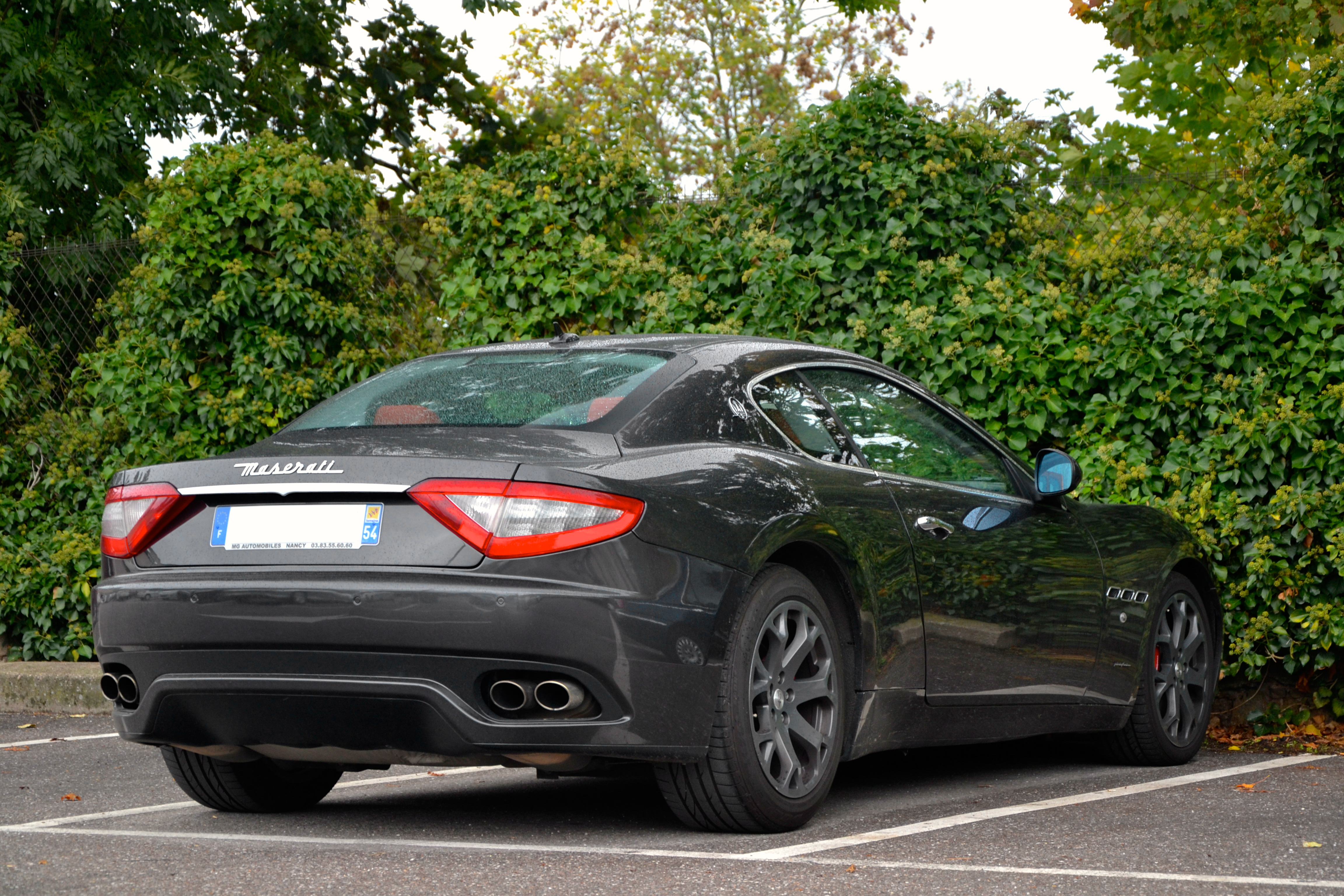
Maserati GranTurismo І

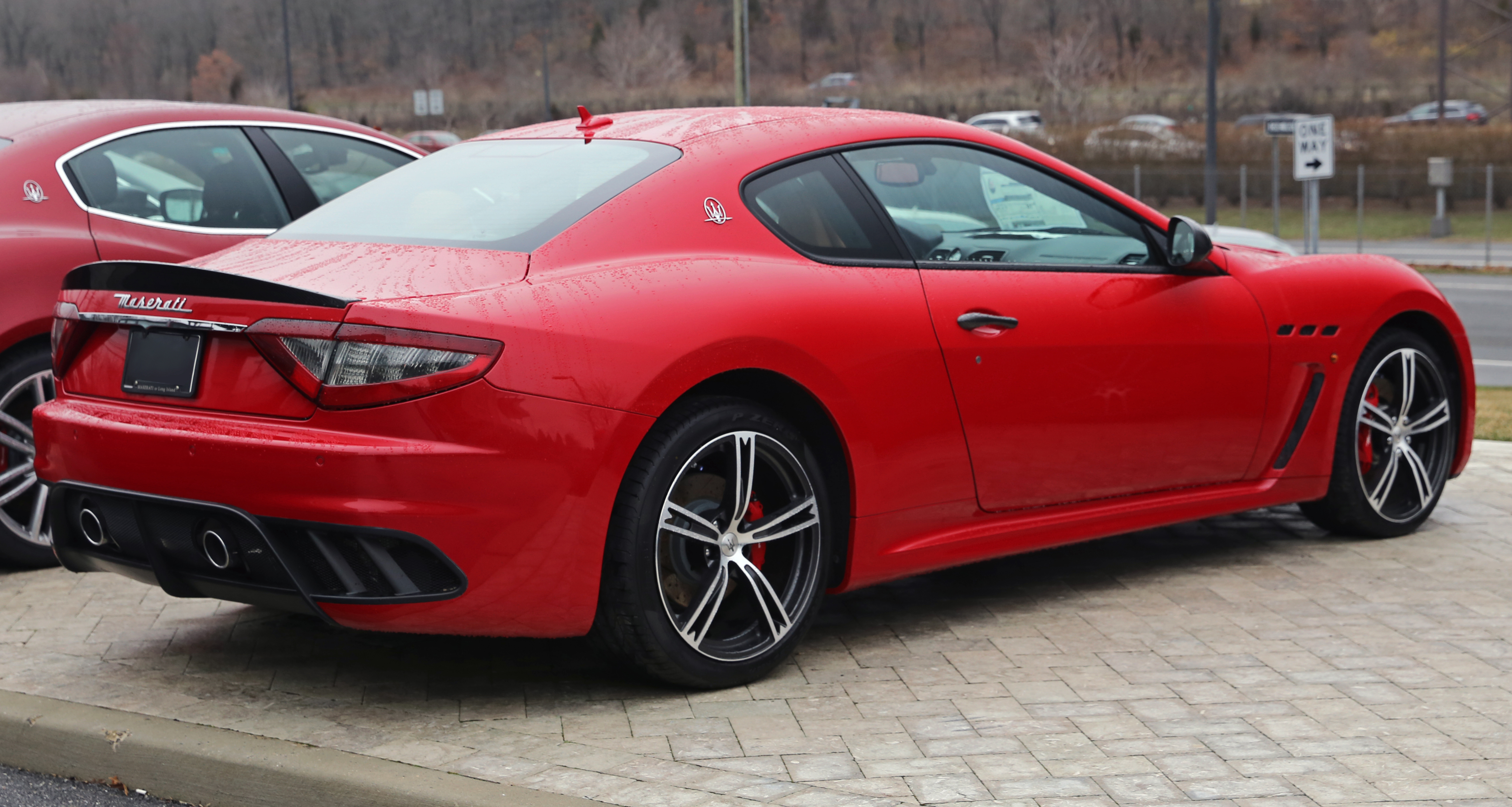
Maserati GranTurismo MC Stradale

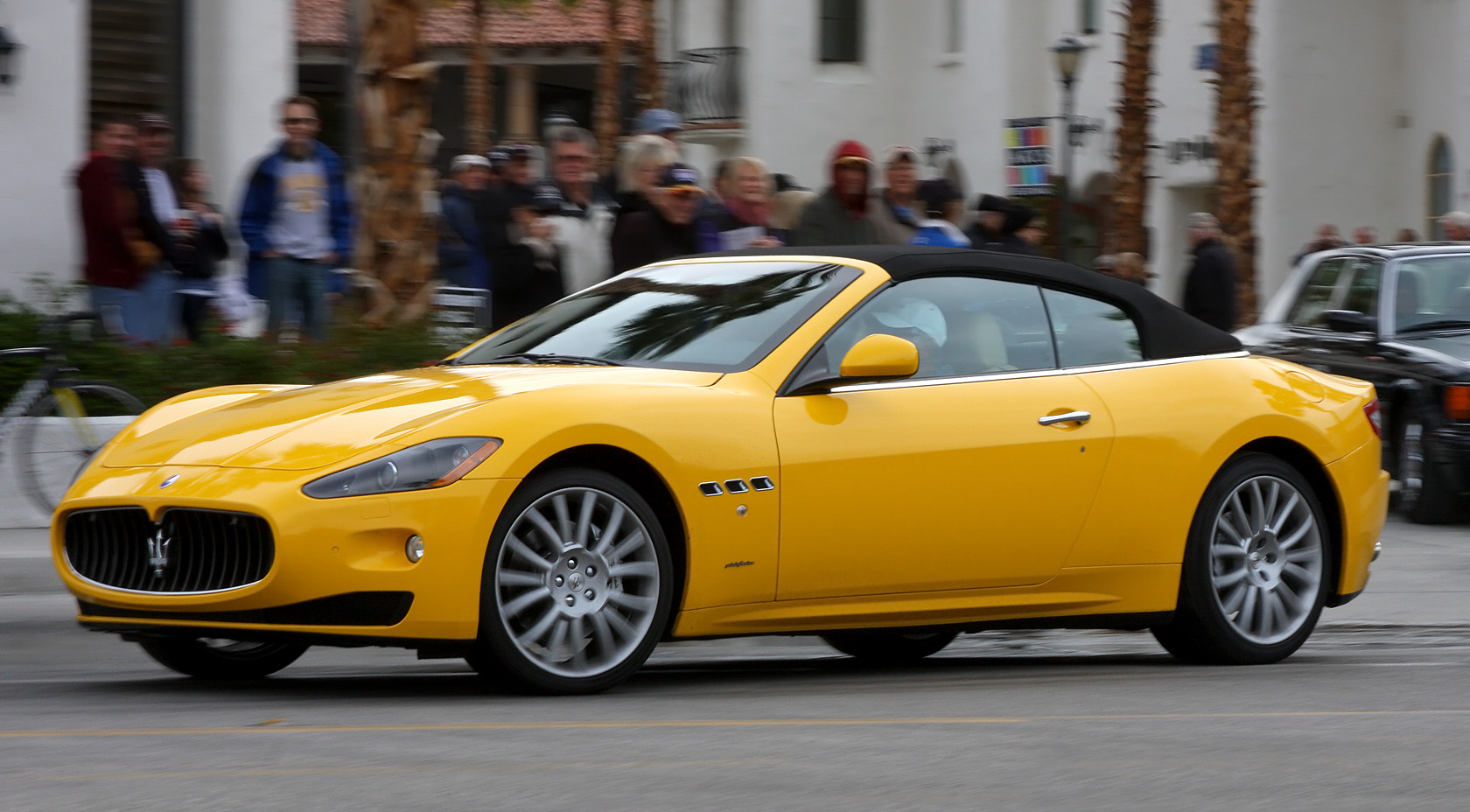
Maserati GranCabrio

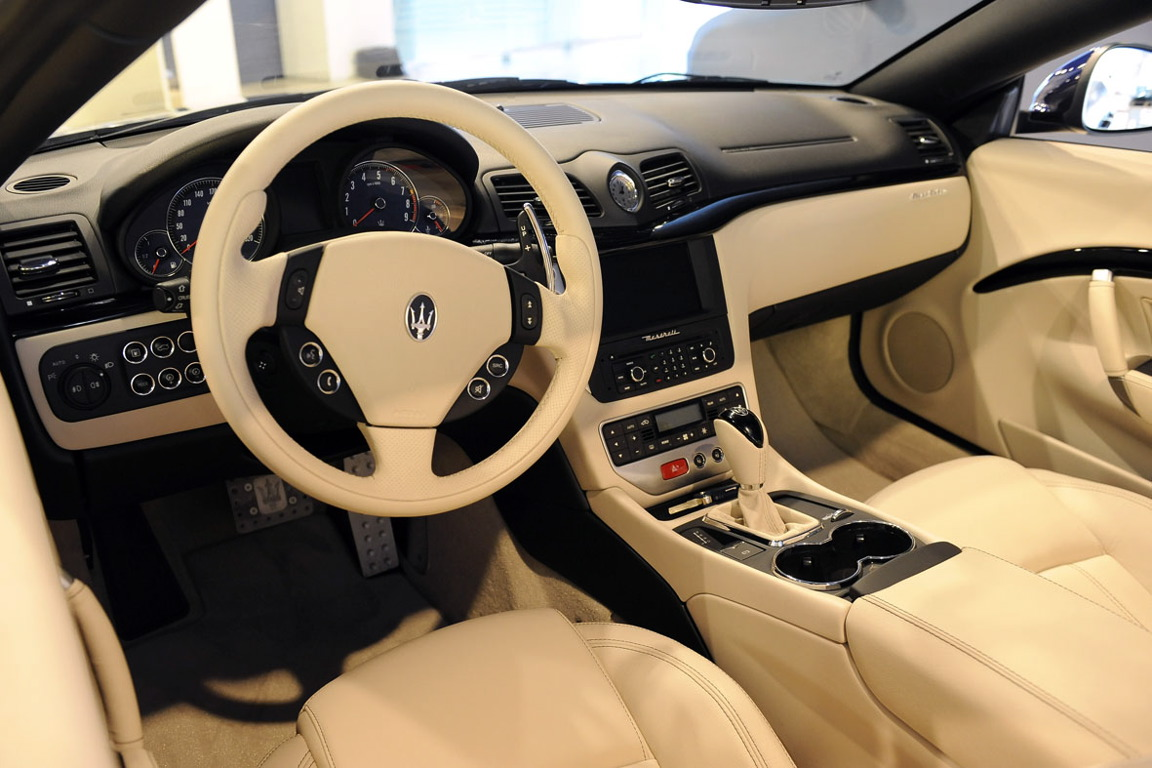
Салон Maserati GranCabrio

Громадськості GranTurismo було представлено в березні 2007 року на Женевському автосалоні.
Двигун Ferrari F136 U V8 об'ємом 4,2 літра розвиває потужність 298 кВт. Співвідношення маса/потужність у GranTurismo дорівнює 4,6 кг/к.с. Автомобіль оснащується 6-ступінчастою автоматичною коробкою передач ZF. Довга колісна база і короткі звіси забезпечують досить просторий внутрішній простір для чотирьох чоловік.
Платформа для GranTurismo була запозичена від Quattroporte з невеликими змінами. Зокрема, скоротили на 125 мм колісну базу, трохи коротшим став задній звис, а сам дводверний кузов став на 30% жорсткішим. Силовий агрегат був зміщений назад завдяки чому компоновка по осях вийшла майже ідеальною - 49:51.
Розганяється купе гранично рівно. Від можливої пробуксовки рятує самоблокований диференціал: при розгоні він блокується на 25%, а при гальмуванні двигуном - на 45%, що запобігає ранньому зриву в занос при скиданні газу в повороті.
З літа 2008 року Maserati також випускає S-версію GranTurismo з двигуном Ferrari F136 Y V8 об'ємом 4,7 літра розвиває потужність 323 кВт. Версія кабріолет представлена в 2009 році на Франкфуртському автосалоні під назвою Maserati GranCabrio, серійне виробництво почалося в 2010 році.
Список стандартних комплектуючих до Maserati GranTurismo досить значний і включає в себе антиблокувальну систему гальм, систему контролю тяги, систему електронного регулювання гальмівного зусилля, систему динамічної стабілізації і екстреного гальмування, імобілайзер, охоронну сигналізацію, центральний замок, аудіосистему Hi-Fi з 8 динаміками, CD-плеєр, автомобільний комп'ютер, Bluetooth, гніздо для зовнішнього аудіоплеєра, багатофункціональну систему рульового управління з підрульовими пелюстками, навігацію, мультифункціональний дисплей, функцію МР3, датчики дощу та освітленості, затемнення заднього внутрішнього дзеркала, сервокермо, задні паркувальні датчики, підігрів передніх бокових дзеркал, роздільний клімат-контроль, круїз-контроль, передні склопідйомники, електрорегулювання водійського і пасажирського крісел, шкіряну оббивку керма, біксенонові фари, омивачі передніх фар, протитуманні фари, задні світлодіодні ліхтарі, систему адаптивного освітлення, подушку безпеки водія і переднього пасажира, передні бічні подушки безпеки і систему натягувачів ременів безпеки. 

### Технічні характеристики
Двигуни V8 сімейства Ferrari/Maserati F136 V8.
| Модель                  | Рік   | Тип             | Потужність при об/хв, Крутний момент при об/хв | Червона зона |
| ----------------------- | ----- | --------------- | ---------------------------------------------- | ------------ |
| GranTurismo             | 2007- | 4244 см3 90° V8 | 405 к.с. при 7,100, 460 Нм при 4,750           | 7,250        |
| GranTurismo S           | 2008- | 4691 см3 90° V8 | 440 к.с. при 7,000, 490 Нм при 4,750           | 7,500        |
| GranTurismo S Automatic | 2009- | 4691 см3 90° V8 | 440 к.с. при 7,000, 490 Нм при 4,750           | 7,200        |
| GranCabrio              | 2010- | 4691 см3 90° V8 | 440 к.с. при 7,000, 490 Нм при 4,750           | 7,200        |
| GranCabrio Sport        | 2011- | 4691 см3 90° V8 | 450 к.с. при 7,000, 510 Нм при 4,750           | 7,200        |
| GranTurismo MC Stradale | 2011- | 4691 см3 90° V8 | 450 к.с. при 7,000, 510 Нм при 4,750           | 7,200        |
| GranTurismo Sport       | 2012- | 4691 см3 90° V8 | 460 к.с. при 7,000, 520 Нм при 4,750           | 7,500        |

| Maserati:              | GranTurismo                      | GranTurismo S                    |
| ---------------------- | -------------------------------- | -------------------------------- |
| Двигун:                | 8-циліндровий V-двигун           | 8-циліндровий V-двигун           |
| Об'єм:                 | 4244 см³                         | 4691 см³                         |
| Потужність:            | 298 кВ (405 к.с.) при 7100 об/хв | 323 кВ (440 к.с.) при 7000 об/хв |
| Крутний момент:        | 460 Нм при 4750 об/хв            | 490 Нм при 4750 об/хв            |
| Максимальна швидкість: | 285 км/год                       | 295 км/год                       |
| 0–100 км/год:          | 5,2 с                            | 4,9 с                            |
| Витрати пального:      | 14,7 л/100 км                    | 16,6 л/100 км                    |
| Вага:                  | 1780 кг                          | 1780 кг                          |

## Друге покоління (Tipo M189, з 2023)

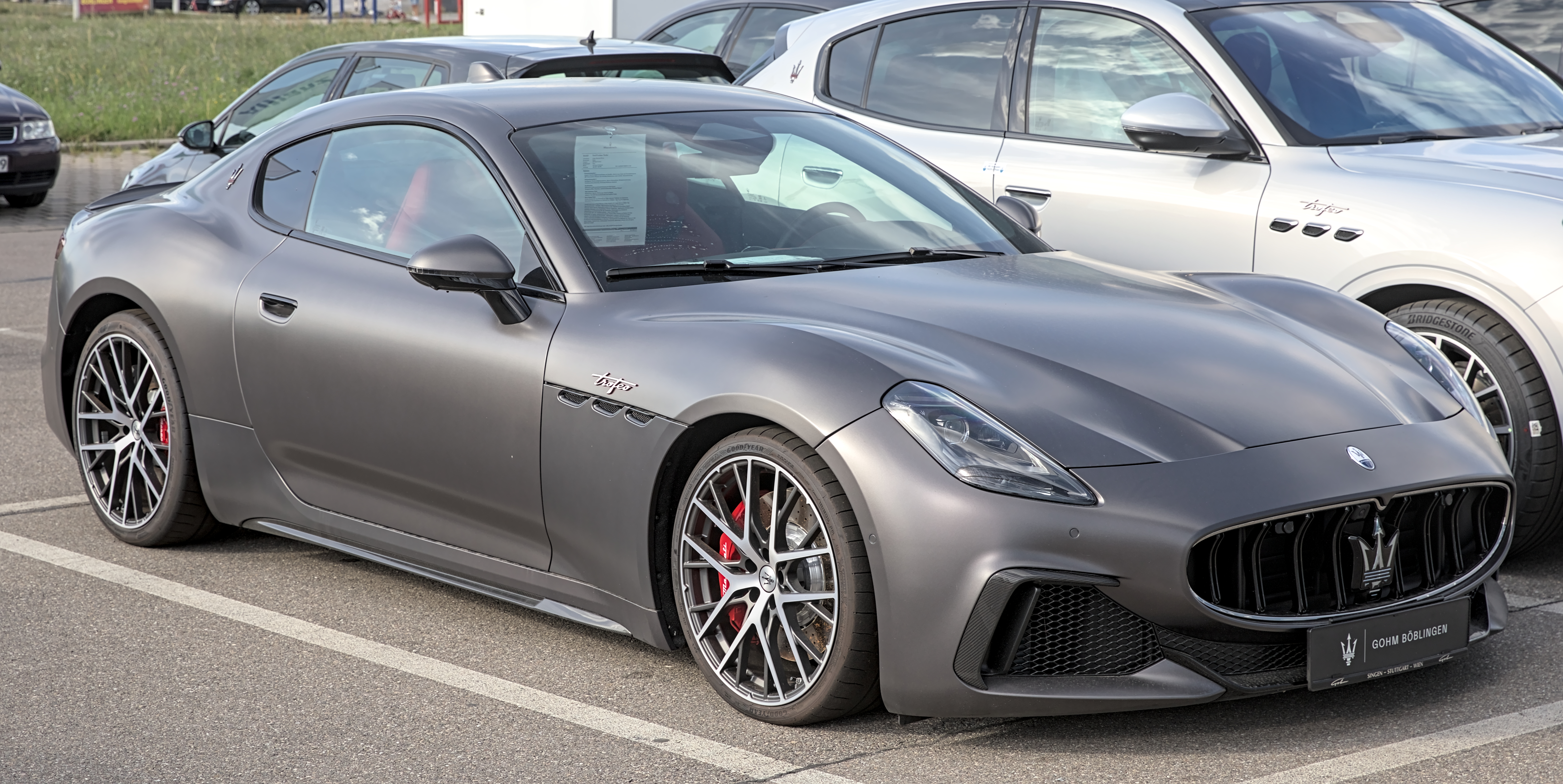
Maserati GranTurismo Trofeo

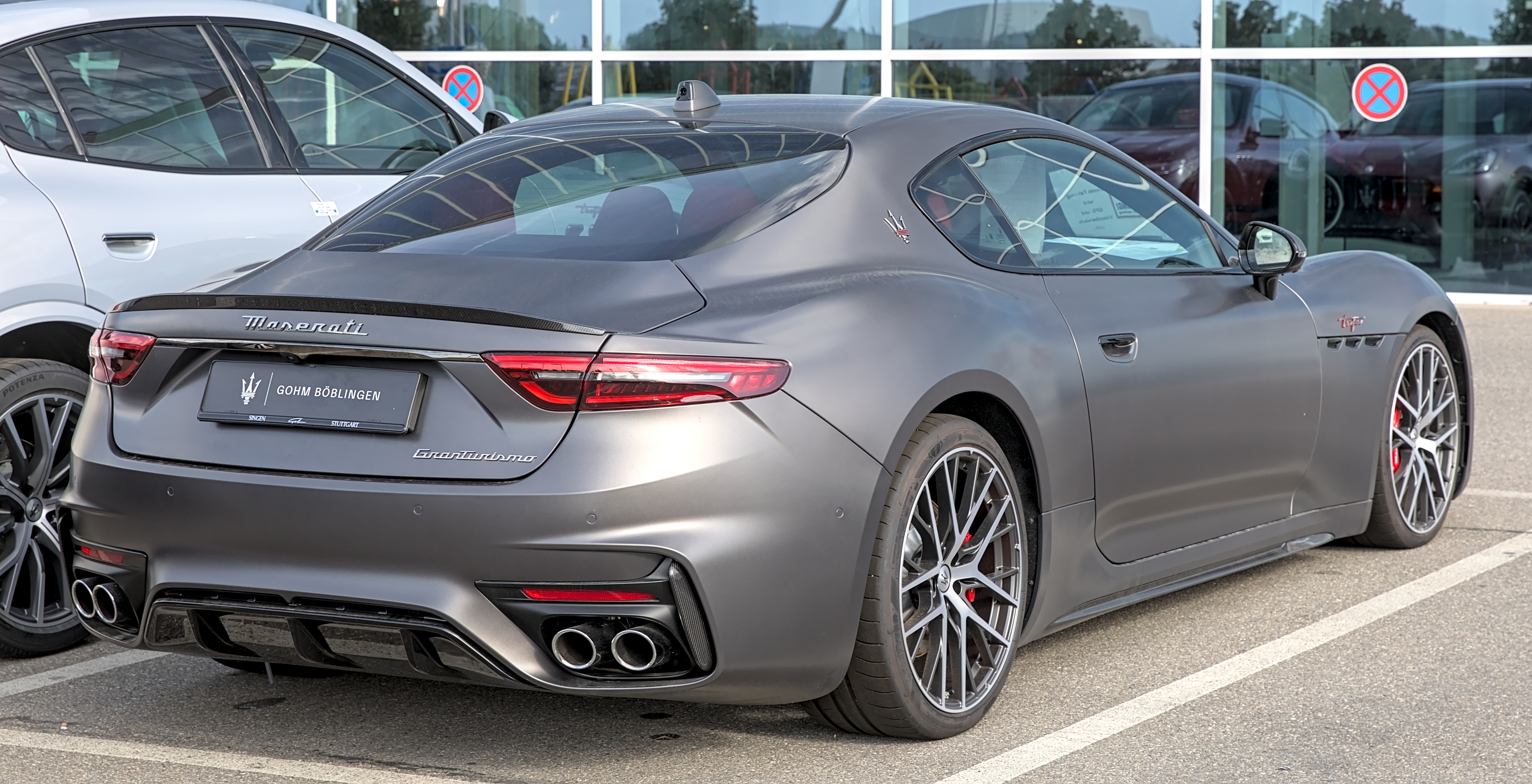
Maserati GranTurismo Trofeo

5 жовтня 2022 році дебютувало друге покоління GranTurismo (M189). Автомобіль збудовано на платформі FCA Giorgio.

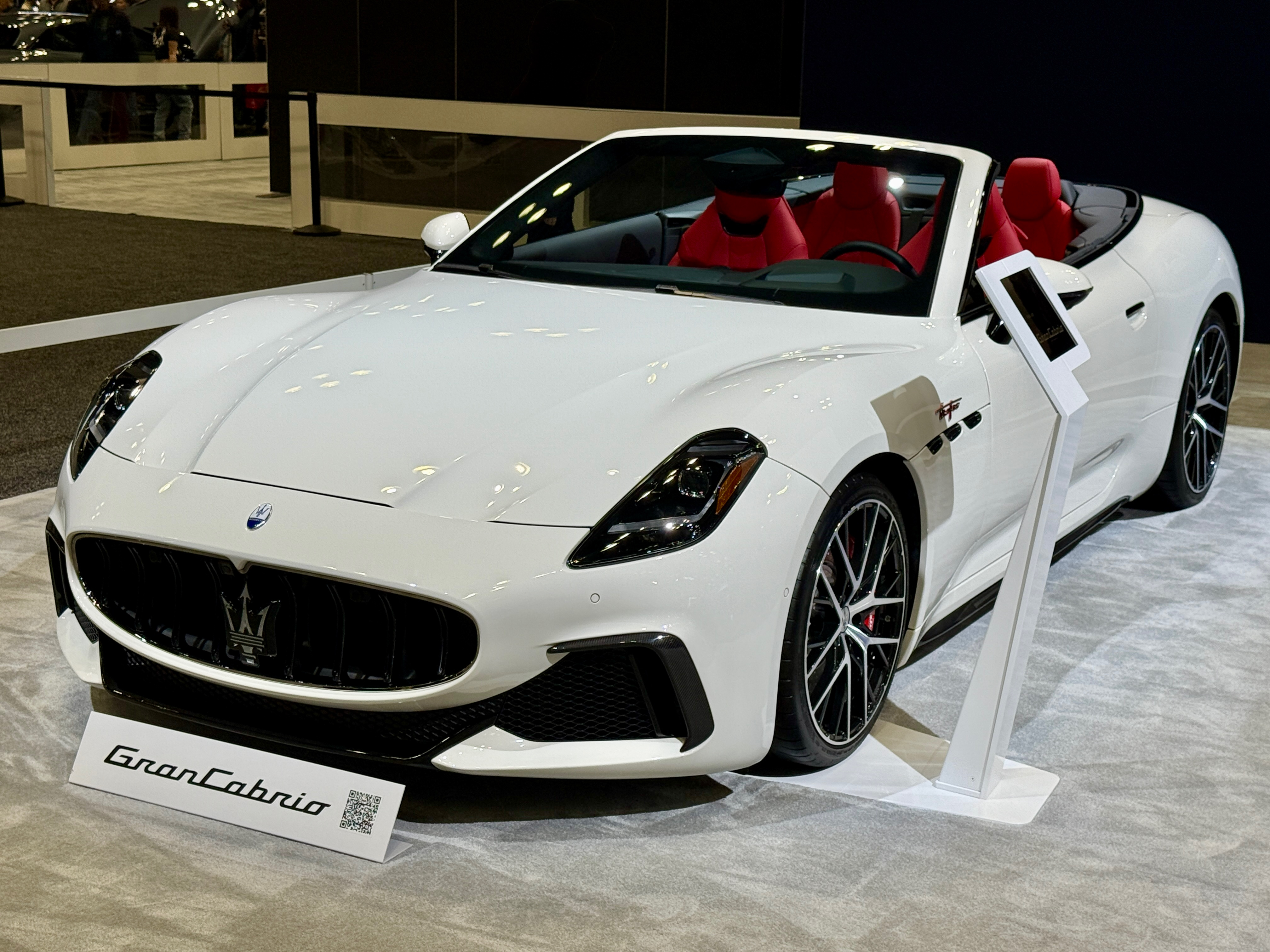
Maserati GranCabrio Folgore

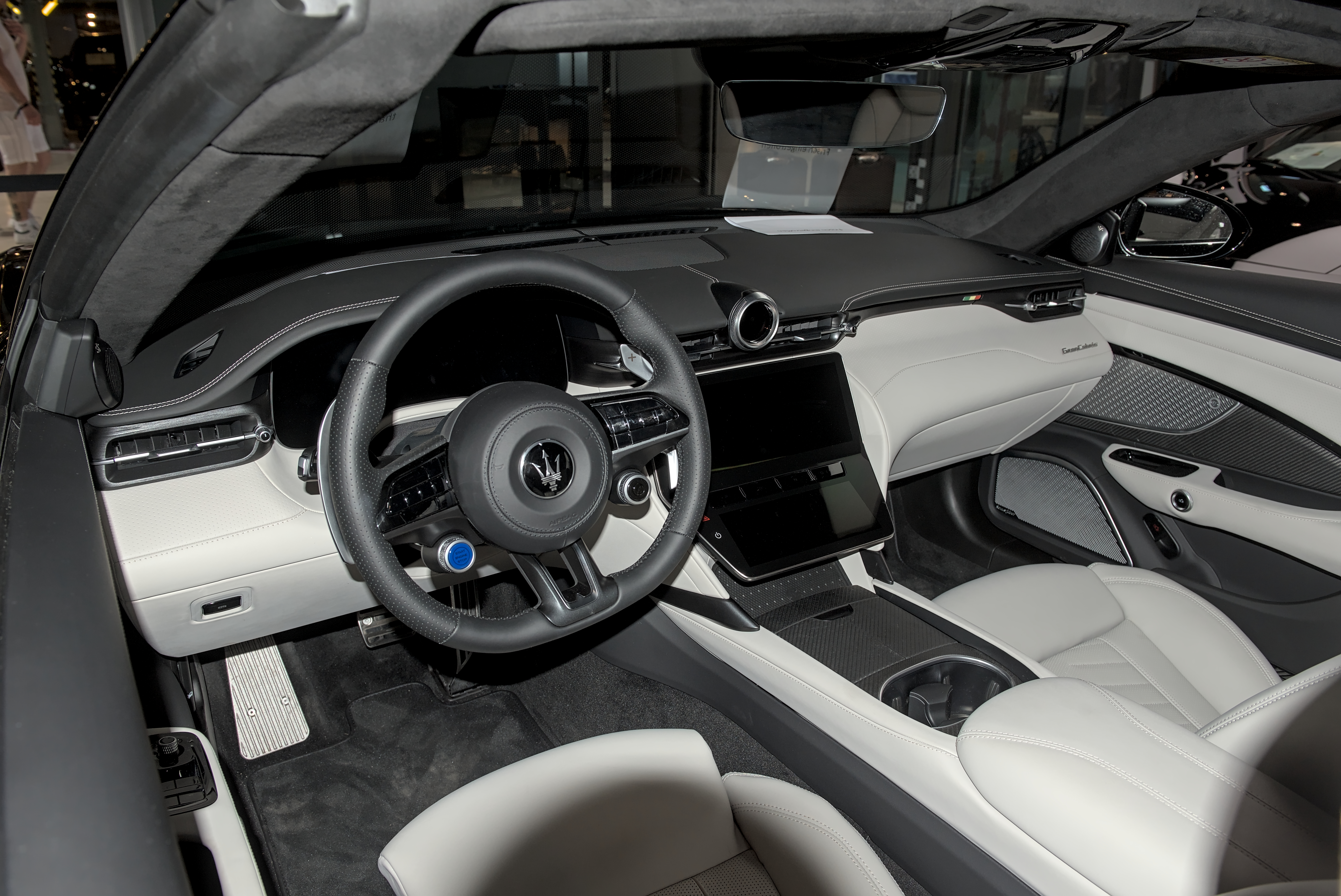

Крім звичайних моделей доступна і повністю електрична модель GranTurismo Folgore EV з трьома електродвигунами сумарною потужністю 761 к.с., розгін від 0 до 100 км/год займає 2,7 с.
Акумуляторна батарея ємністю 105 кВт∙год дозволить проїхати понад 550 км без підзарядки.
В продаж автомобіль надійде в січні 2023 року.

### Двигуни
- 3.0 л Nettuno 90° twin-turbo V6 490 к.с. при 6500 об/хв, 600 Нм при 3000 об/хв (Modena)
- 3.0 л Nettuno 90° twin-turbo V6 550 к.с. при 6500 об/хв, 650 Нм при 3000 об/хв (Trofeo)
- три електродвигуни 761 к.с. 1350 Нм (Folgore)

## Продажі
| рік  | Європа | США   |
| ---- | ------ | ----- |
| 2007 | 1.180  |       |
| 2008 | 2.087  |       |
| 2009 | 1.341  |       |
| 2010 | 900    |       |
| 2011 | 873    |       |
| 2012 | 609    |       |
| 2013 | 497    |       |
| 2014 | 388    |       |
| 2015 | 317    | 1.372 |
| 2016 | 313    | 2.003 |
| 2017 | 201    | 987   |
| 2018 | 327    |       |
| 2019 | 230    |       |
| 2020 | 71     |       |

1. ↑  Європа: 2020 ЄС 27 + Велика Британія + Швейцарія + Норвегія + Ісландія